# Тикша (приток Ояти)
Тикша — река в России, левый приток Ояти. Протекает по Лодейнопольскому району Ленинградской области.
Исток — болото Узкий Мох, недалеко от границы с Волховским районом. Река течёт на север и впадает в Оять в 72 км от её устья, в деревне Суббоченицы. Других населённых пунктов на реке нет. В Суббоченицах Тикшу пересекает дорога Н147 (Доможирово (трасса Кола) — Подпорожье). Длина реки составляет 22 км, площадь водосборного бассейна — 82,2 км².

## Данные водного реестра
По данным государственного водного реестра России относится к Балтийскому бассейновому округу, водохозяйственный участок реки — Свирь, речной подбассейн реки — Свирь (включая реки бассейна Онежского озера). Относится к речному бассейну реки Нева (включая бассейны рек Онежского и Ладожского озера).
Код объекта в государственном водном реестре — 01040100812102000013222.